# Micrurus renjifoi
Espèce
Synonymes
- Leptomicrurus renjifoi Lamar, 2003

Micrurus renjifoi est une espèce de serpents de la famille des Elapidae. 

## Répartition
Cette espèce est endémique du département de Vichada en Colombie.

## Étymologie
Cette espèce est nommée en l'honneur de Juan Manuel Renjifo.

## Publication originale
- Lamar, 2003 : A new species of slender coralsnake from Colombia, and its clinal and ontogenetic variation (Serpentes, Elapidae: Leptomicrurus). Revista de Biologia Tropical, vol. 51, n. 3/4, p. 805-810.